# Голдовський Овсій Михайлович
Голдовський Овсій Михайлович (20 січня 1903 — 27 листопада 1971) — винахідник вітчизнаної кінотехніки, Заслужений діяч науки і техніки РРФСР (1947), доктор технічних наук (1939).

## Життєпис
Народився в м. Нікополь Дніпропетровської області. Один із видатних винахідників вітчизняної кінотехніки. Розробник першої звукової кіноустановки.
У 1924—1930 працював в Державному технікумі кінематографії, в 1930—1932 — на кінофабриці «Союзкино». З 1932 науковий співробітник Всесоюзного науково-дослідного кинофотоїнстітута (НИКФІ). Розробляв радянські системи широкоекранного кінематографа, трьохплівкового панорамного кінематографа, широкоформатної кіноапаратури, а також методи проектування глядацьких залів кінотеатрів. Автор наукових робіт з питань кінотехніки.
З 1930 викладав у ВГИК (Всесоюзний державний інститут кінематографії). Професор з 1935.
Нагороджений 5 орденами[якими?], а також медалями[якими?].
Помер 27 листопада 1971 року в Москві.